# Erica umbellata
La quiruela  (Erica umbellata) es un arbusto de la familia de las ericáceas.

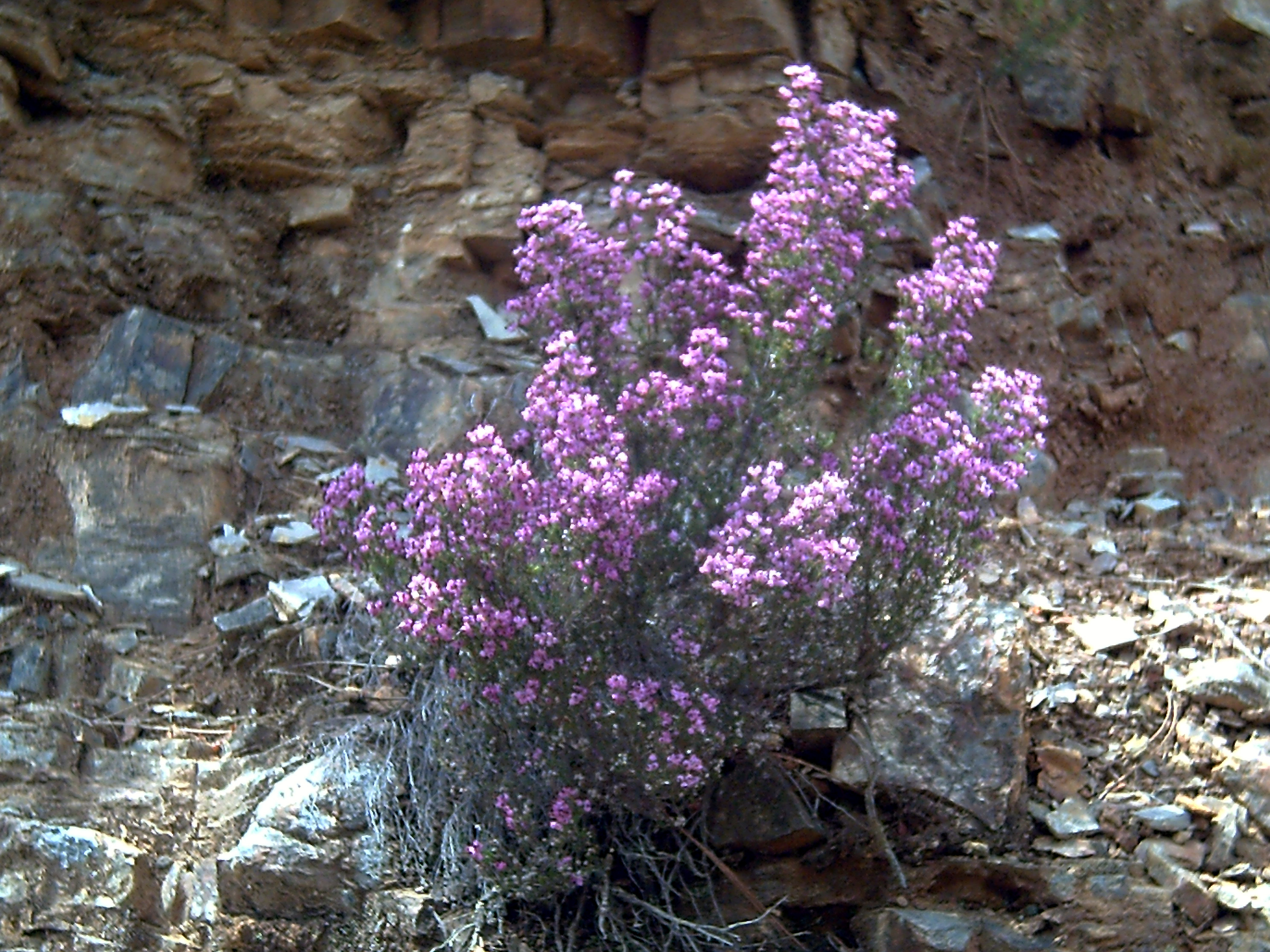
Vista de la planta

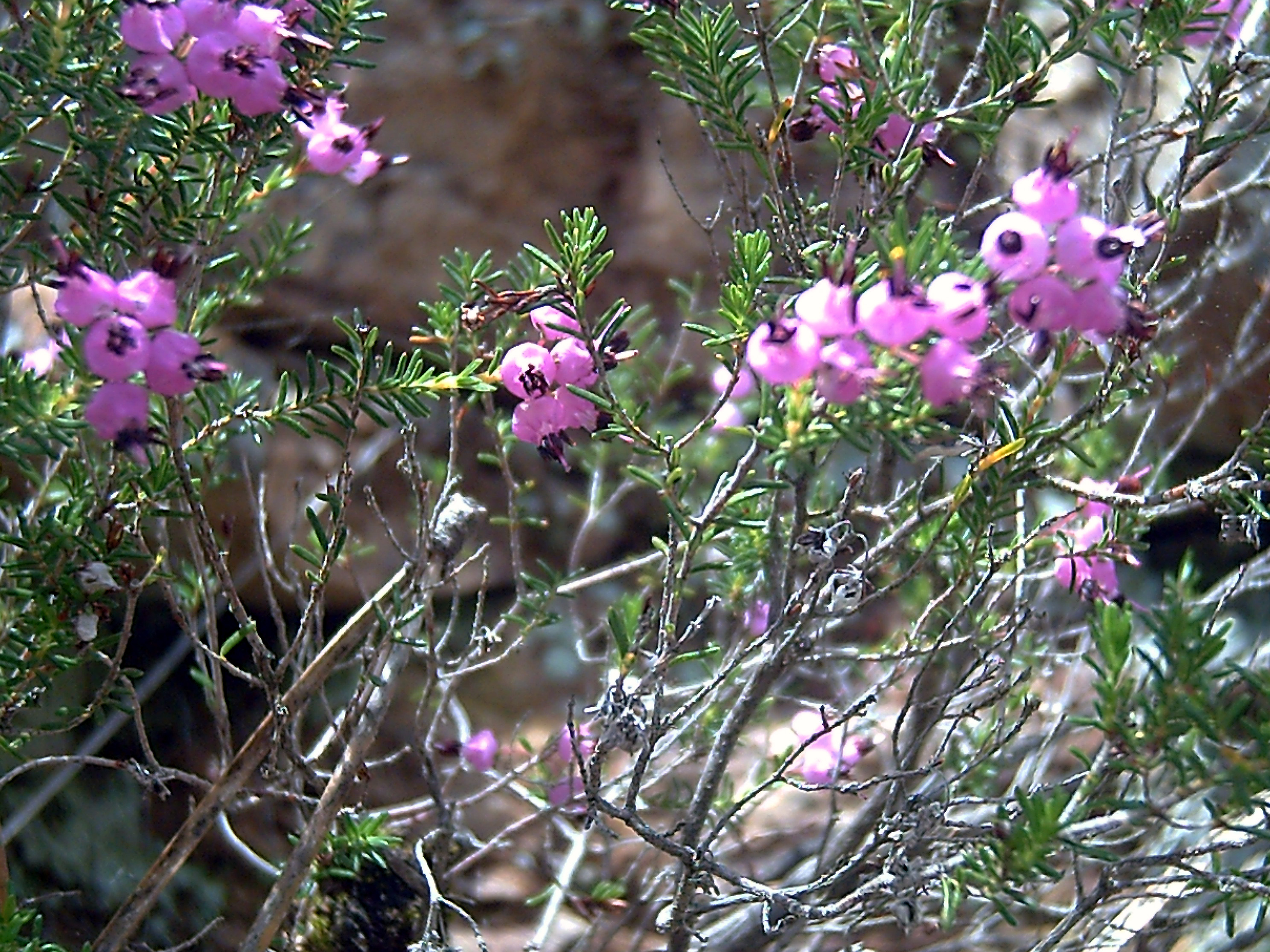
Detalle de la planta

## Descripción
Arbusto de 15 cm a 1 m de altura, con ramas algo tortuosas. Hojas en verticilos de 3 , lampiñas, lineares, aciculares y con el margen revuelto ocultando el envés casi totalmente. Inflorescencias terminales con 3-6 flores ovoideas, más estrechas en el extremo. Sépalos ovales cortamente ciliados. Estambres salientes y sin apéndices en las anteras. Florece en primavera y verano.

## Hábitat
Sobre terrenos silíceos empobrecidos y descarnados, a menudo arenosos, y en clima algo húmedo y suave. Desde las arenas y dunas subcosteras asciende hasta por encima de los 1.300 m de altitud

## Distribución
Crece en la mitad occidental de la península ibérica,  y el noroeste de África

## Taxonomía
Erica umbellata, fue descrita por Carlos Linneo y publicado en Species Plantarum 352. 1753.
Citología
Número de cromosomas de Erica umbellata (Fam. Ericaceae) y táxones infraespecíficos: n=12
Etimología
Erica: nombre genérico que deriva del griego antiguo ereíkē (eríkē); latínizado erice, -es f. y erica = "brezo" en general, tanto del género Erica L. como la Calluna vulgaris (L.) Hull, llamada brecina.
umbellata: epíteto latino que significa "con umbela".
Sinonimia
- Erica lentiformis Salisb.
- Erica umbellata f. albiflora D.C.McClint.
- Erica umbellata var. major Coss. ex Bourg.
- Erica umbellata subsp. major (Coss. ex Bourg.) P.Silva & Teles
- Ericoides umbellatum (L.) Kuntze
- Gypsocallis umbellata D.Don[7]

## Nombres vernáculos
- Castellano: berezo machío, brecina (2), brezina, brezo (4), brezo aparasolado, brezo mixto, caraba, carigüela, carpacina, caruela, chicharro, coriega (2), escoba, escobera blanca, gairueña, ganza mourial, gorbiz, greñas, gueirueta, mogariza (5), piorno, pirola, piñerina, queiriña, queiroga, queirogo, queiruela, queiruga, queirúa, querihuela, queruela, quirola (11), quirolillo, quirolla, quiruba, quirubón, quiruega (2), quiruela (12), quiruelo (2), quiruga (2), rebela, rebilera, retama, retama blanca, retamera, trousa.[8] El número entre paréntesis indica el número de especies con el mismo nombre común.